# Projet (management)
Pour les articles homonymes, voir Projet.
 (juin 2016).
Un projet est — en management d'entreprise —  un ensemble finalisé d’activités et d’actions entreprises par une « équipe projet » sous la responsabilité d'un chef de projet dans le but de répondre à un besoin défini par un contrat dans des délais fixés et dans la limite d'une enveloppe budgétaire allouée.
Comme exemple de projets célèbres, on peut citer le « projet Manhattan ». 
Le fonctionnement en « mode projet » (proche du prototype) se distingue du fonctionnement en « mode processus » (fabrication en série) en ce sens qu'une activité conduite en mode projet n'est généralement pas destinée à être répétée : son côté « inédit et unique »  souligne la probabilité d'être confronté à un environnement incertain, du fait de l'absence plus ou moins grande d'expériences ou de pratiques antérieures. 
Par ailleurs, un processus est destiné à durer et n'a pas, en général de date de fin prévue.
Il ne faut pas confondre un tel projet avec un « projet d'entreprise », vision à long terme de l'entreprise à forte composante Ressources Humaines

## Phases d'un projet
- la phase A de faisabilité du projet. De l'idée au projet.
- la phase B de définition préliminaire du projet. En principe, le cahier des charges est verrouillé à l'issue des travaux de phase B.
- la phase C de définition système pour totalement définir les différents aspects du projet (Travaux de phase C). Toutes les liasses de fabrication, nomenclatures, et tous les documents de fabrication sont acquis, la majeure partie des documents de tests est aussi prédéfinie.
- la phase D de développement ou de fabrication des sous-systèmes et d'intégration système.
- la phase E de tests des sous-systèmes et d'évaluation des performances système.
- la phase F de transport, de mise à poste et livraison au client (F ou F1 si une phase d'assistance à l'exploitation vient compléter (F2)la fourniture de services.
- les travaux en appel en garantie (G).

Ces phases ne sont pas forcément toutes strictement séquentielles ni niveau système, ni au niveau sous-systèmes. Il peut donc y avoir des chevauchements de phases à chacun des niveaux.

## Enjeux d'un projet
Le budget alloué au projet est un élément important. Le fait que le résultat soit incertain a poussé à approfondir ce qui fait qu'un projet puisse aboutir à un succès par une analyse de gestion.
Mais il y aurait un risque à réduire le projet à la seule dimension de sa réalisation technique. Quelle signification revêt-il pour les hommes qui s'en emparent, le vivent, le subissent ou le font subir ? Dans l'analyse anthropologique qu'il a réalisée sur le sujet, Jean Pierre Boutinet a repéré quatre types de projets:
- le projet sur l'autre selon le modèle de la commande sociale ;
- le projet pour l'autre selon le modèle paternaliste ;
- le projet avec l'autre selon le modèle participatif ;
- le projet de l'autre selon le modèle de l'autonomie.

Tenter l‘élaboration d’une anthropologie du projet, c’est chercher à comprendre comment fonctionne le projet dans différents ensembles culturels. Il y aurait quatre dimensions constitutives de la figure du projet relevant de quatre approches scientifiques distinctes :
- la nécessité vitale (biologie) ;
- l’enjeu existentiel (phénoménologie) ;
- la perspective pragmatique (praxéologie) ;
- l’opportunité culturelle (ethnologie).

## Nature d'un projet
En principe un projet n'est pas une simple idée jetée en l'air, mais suppose d'être décrit et planifié, par exemple selon la méthode QQOQCCP
- Quoi (les actions) ;
- Qui (les gens concernés) ;
- Où (les domaines touchés par le projet, voire les lieux) ;
- Quand (programmation dans le temps) ;
- Comment (moyens, méthodes…) ;
- Combien (le budget) ;
- Pourquoi (les motifs et les objectifs).

On doit répondre clairement à ces questions pour bien commencer le projet, et veiller à ce que les objectifs du projet soient clairement bien définis et bien compris par les parties prenantes.

## Démarche d'analyse d'un projet
Il est possible de chercher à s'assurer qu'il sera donné toutes les armes pour réussir un projet. Il est possible de réaliser une gestion de projet.
Un projet peut être régulé par un plan de développement ou planifié, ce qui cloisonne sa progression par des contraintes, en le limitant à des objectifs et des paramètres déterminés. La planification, l'exécution et le contrôle de projets de grande envergure demandent parfois la mise en place d'une organisation temporaire, qui consiste en une équipe de projet et une ou plusieurs équipes de travail. Un projet nécessite le plus souvent des ressources humaines (ex: spécialiste aérodynamique), matérielles (ex: machine-outil), logicielles (ex: progiciel de modélisation géométrique) et financières.

### Projet et processus
La gestion des activités en «mode processus» doit être distinguée de celle des activités gérées en «mode projet»:
| Gestion Opérationnelle                                           | Gestion de Projets                                                   |
| ---------------------------------------------------------------- | -------------------------------------------------------------------- |
| Univers répétitif, stable                                        | Univers inconnu, innovant                                            |
| Processus récurrent, décisions réversibles                       | Processus historique, décisions irréversibles                        |
| Incertitude faible : variables endogènes                         | Incertitude forte : variables exogènes, non contrôlables             |
| Flux de trésorerie positif, le fonctionnement dégage un bénéfice | Flux de trésorerie négatif, il faut investir avant d’avoir un retour |
| Difficulté : Intervenir rapidement en cas de blocage             | Difficulté : Gérer un « saut dans l’inconnu » complexe               |

### Apparition de la structure de projet
Pendant plusieurs décennies, les entreprises ont cherché à augmenter leur profit en diminuant leurs coûts (amélioration des processus, fusions pour économies d'échelle…).
Mais aujourd'hui cette bataille est perdue d'avance pour les entreprises implantées dans les pays développés en raison de la concurrence irrésistible des pays en voie de développement aux coûts de main d'œuvre imbattables.
Une solution possible est donc de créer de la valeur en innovant constamment. La structure la mieux adaptée pour cet objectif d'innovation est celle du projet. En effet elle permet de gérer un environnement qui ne durera pas (à l'inverse de la production de série) et où les décisions seront donc irréversibles.
Plus tard, la structure de projet se révèlera aussi utile pour la résolution rapide de problèmes apparus après le démarrage de la production.

### Intérêt de l'organisation en mode projet
L'organisation professionnelle en « mode projet » est complémentaire à celle classiquement pratiquée par les entreprises depuis le début du XXe siècle, à savoir celle en « mode métier ».  Le croisement des deux concepts donne d'ailleurs naissance à l’organisation matricielle Métier/Projet pratiquée depuis les années 1980 dans les grandes organisations industrielles.
L'organisation métier était la plus appropriée lorsque la pression du temps sur les entreprises était bien moins grande qu'aujourd'hui, notamment du fait de marchés tirés par la demande.  C'est une structuration adaptée à la capitalisation des savoirs et savoir-faire par les spécialistes métier. Malheureusement, cette structure « métier » n'est pas adaptée à la tenue des délais et des budgets.
Le principal avantage de l'organisation en « mode projet » est donc la tenue des délais dans la conception et la livraison des objets du projet et par conséquent des budgets (selon de vieil adage « Time is Money »).
Par ailleurs, l'organisation projet est également dotée d'instruments de mesure des coûts « à tous les étages » de telle sorte que chaque décideur peut toujours savoir, à tout instant, ce que coûte un projet et quelles sont les ressources financières déjà engagées.  Cette caractéristique propre à l'organisation en « mode projet » permet alors d'appliquer des politiques de management relevant du « pilotage de projet » (ex: planification prévisionnelle, mesure des dérives, plan d'actions correctives…).

### Place des projets dans l'entreprise
Les projets sont généralement réalisés par des entreprises. Le but du projet étant d’apporter de l’innovation pour augmenter la valeur du produit et donc avoir des produits compétitifs. Seulement, les projets n’ont pas tous la même ampleur et toutes les entreprises sont différentes. Ainsi, on voit apparaître différents types d’entreprise à projet :

à gauche : Projet en coopération; au centre : un projet avec plusieurs entreprises; à droite : une entreprise ayant beaucoup de ressources avec des projets internes et une coentreprise

L’entreprise qui réalise des projets en coopération est une entreprise qui n’a pas les capacités ou les ressources pour créer un projet par ses propres moyens. Elle fait donc appel à des entreprises extérieures pour réaliser certaines parties du projet. La sous-traitance peut concerner plusieurs parties du projet et non pas uniquement la production comme on le pense souvent. En effet, une entreprise peut faire appel à une autre entreprise pour la production, mais aussi la conception, l’aspect  mercatique… L’industrie de l’automobile est un bon exemple des entreprises qui effectuent des projets en coopération.
Les projets qui sont réalisés par plusieurs entreprises sont des projets qui font appel à des domaines complètement différents et qui sont donc gérés par plusieurs entreprises à niveau d’investissement équivalent. L’organisation est centrée sur le projet et non sur les entreprises. Ainsi, ces types de projets ont la nécessité d’un coordinateur de projet pour gérer les différentes ressources humaines. Le domaine du BTP est régi par ce type d’organisation où chacune des entreprises apporte une compétence particulière (électricité, toiture, maçonnerie…).
La dernière forme d’entreprises concerne celles qui ont la capacité d’effectuer des petits projets au sein même de l’entreprise et qui pour de plus grands projets font appel à d’autres entreprises pour une coentreprise. Ces entreprises ont une multitude de ressources, elles sont donc généralement de grandes tailles. Ainsi, elles effectuent dans l’entreprise une multitude de petits projets internes. Concernant les grands projets, pour des raisons de ressource ou de prise de risque, ces entreprises font appel à d’autres entreprises pour effectuer des projets en collaboration autrement appelés des JV. L’industrie des nouvelles technologies utilise ce type d’organisation pour avoir une meilleure compétitivité dans un marché difficile.

### Typologies de projet dans les entités structurelles

#### Acteurs du projet

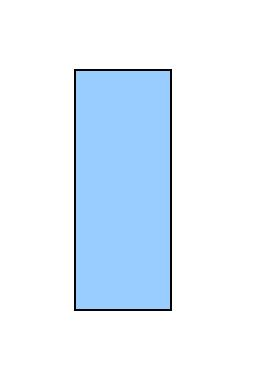
différents corps de métier…
… et leurs directions
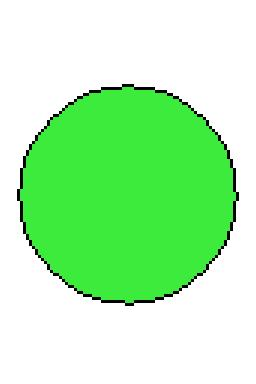
Les acteurs métiers sur le projet
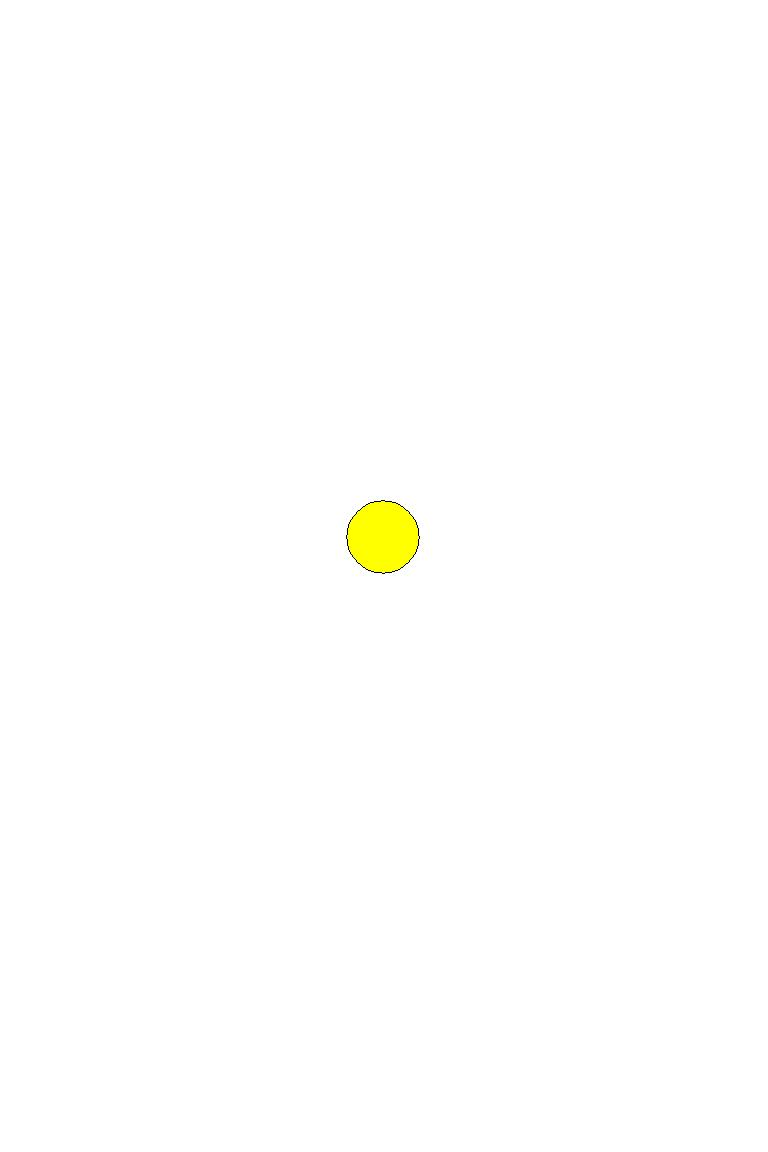
Une personne de référence sur le projet qui sera, selon les organisations, coordonnateur ou directeur de projet. Il pourra être assisté de :
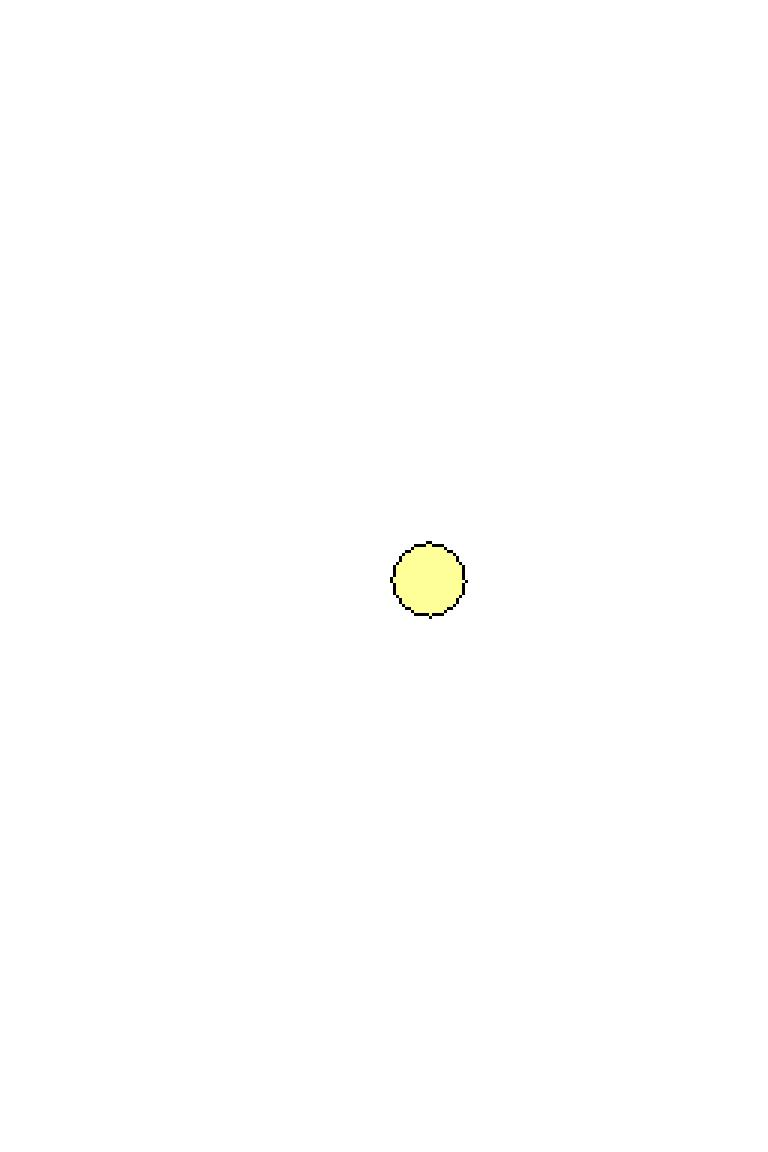
Ses adjoints ou assistants
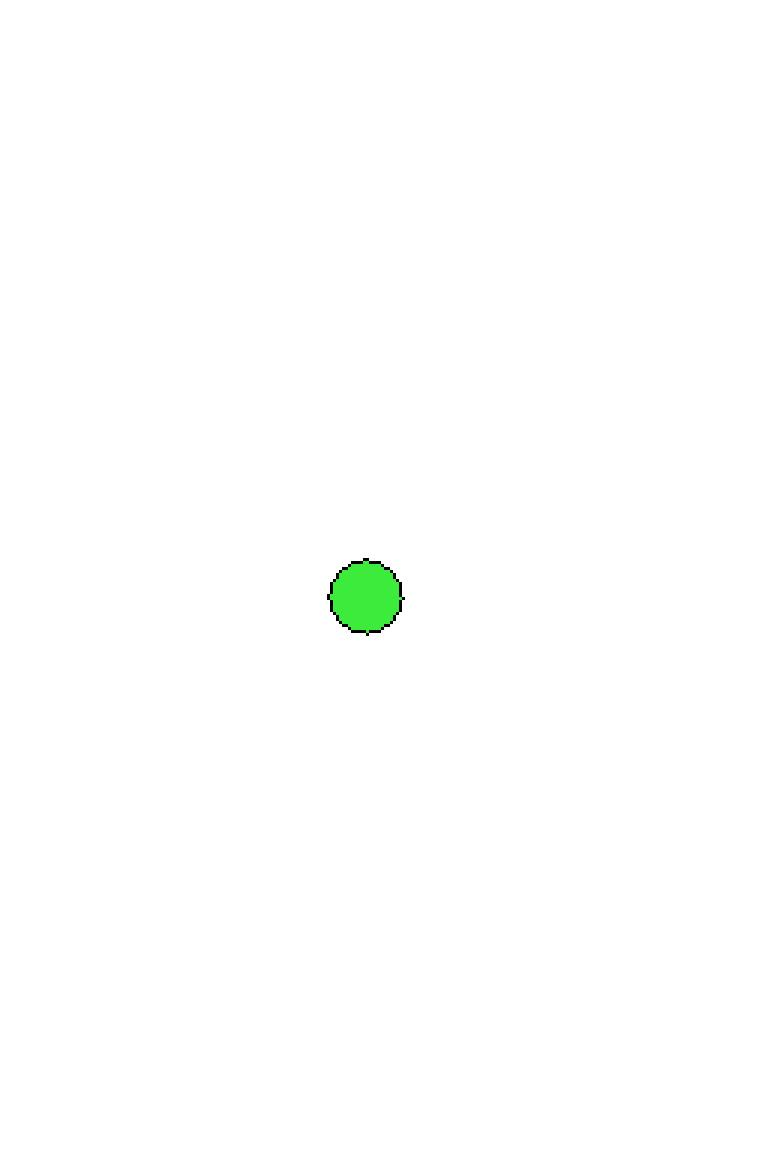
Des chefs de projet-métier
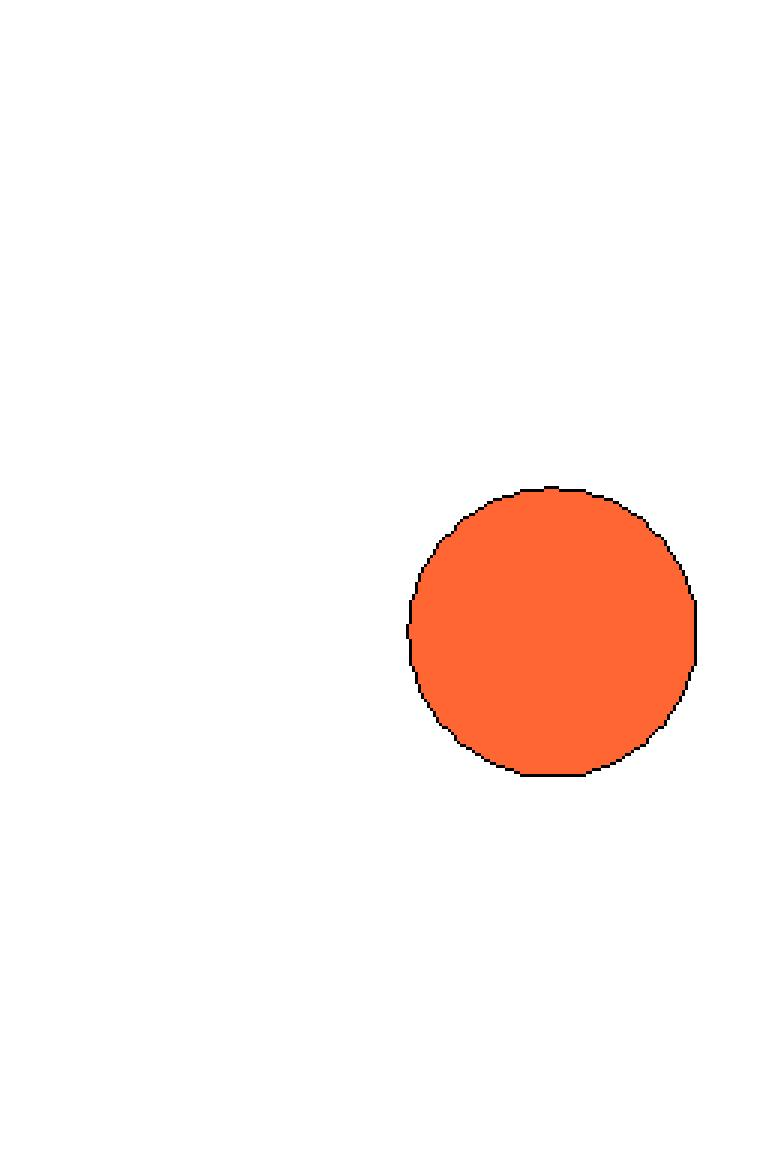
Et enfin des intervenants extérieurs : consultants, sous-traitants…

Ces acteurs sont liés par : 

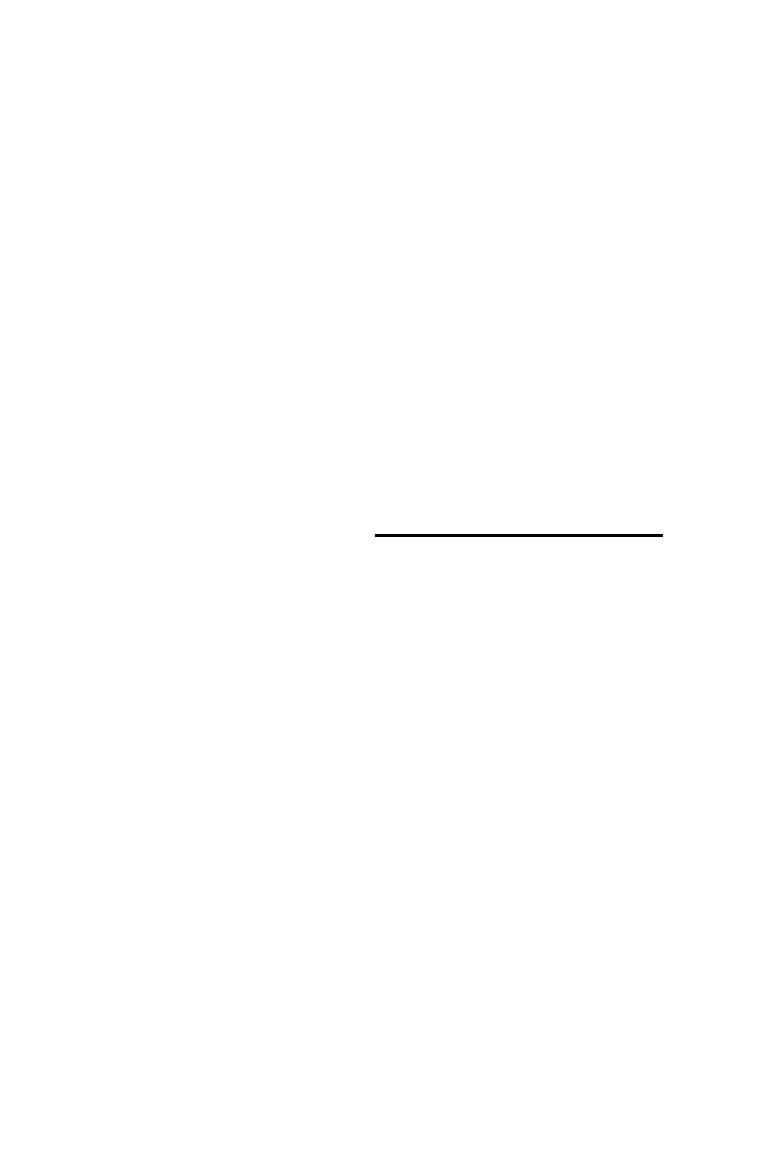
Des relations hiérarchiques
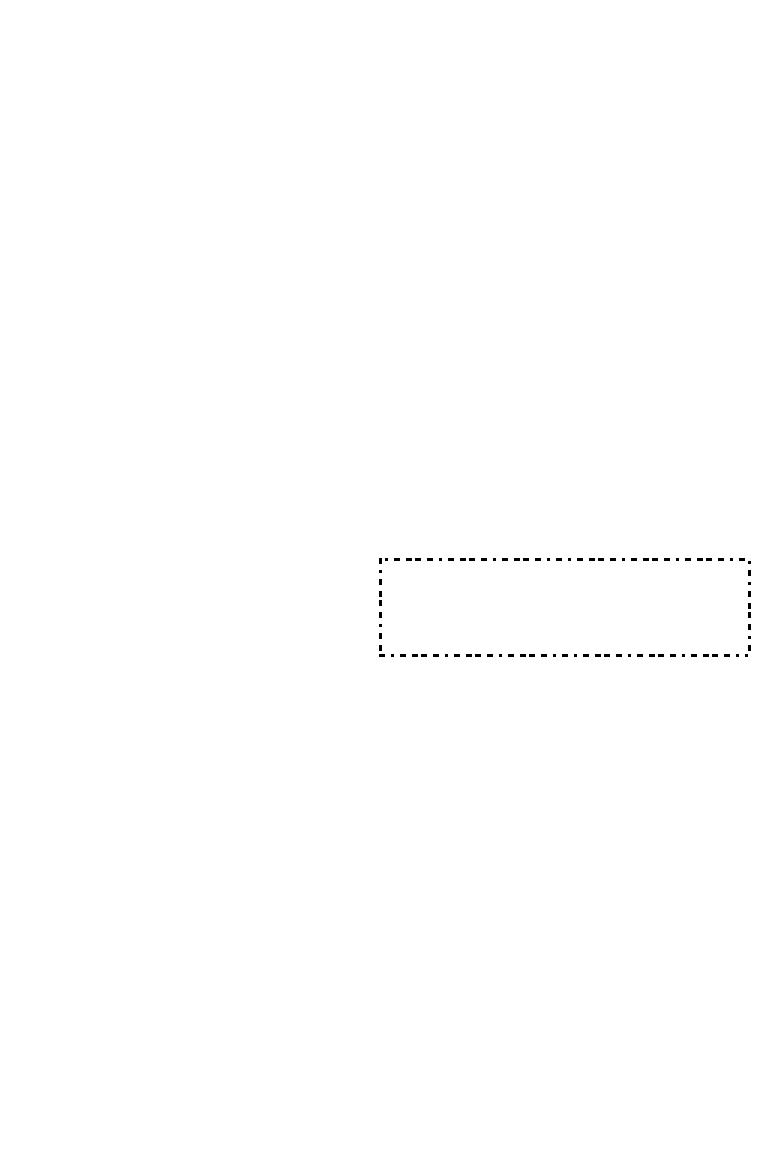
Des relations plus informelles, de travail, sans être hiérarchisées

#### Différentes manières de s'organiser

##### Structure fonctionnelle

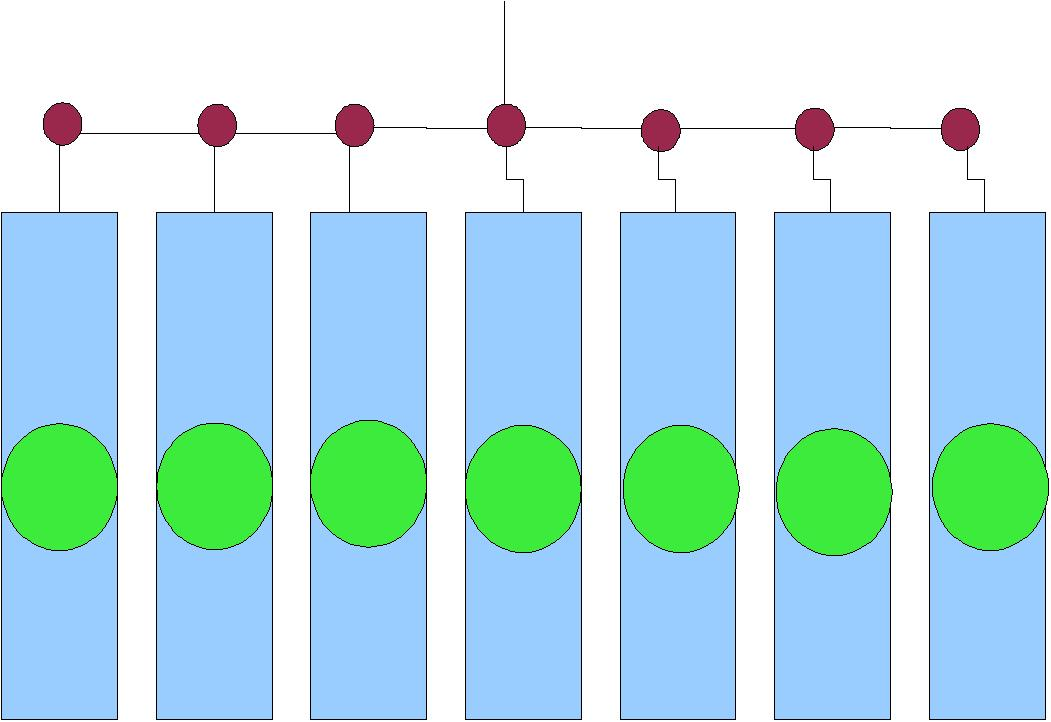
structure fonctionnelle

Chaque spécialiste métier reste dans sa division et communiquera directement avec ses homologues pour faire les choix relatifs au projet.
Dans ce cas il n'y a pas de chef commun. L'implication dans le projet ne se fait que si les acteurs s'y attachent et que leur direction métier peut leur laisser suffisamment de temps.

##### Structure de coordination de projet

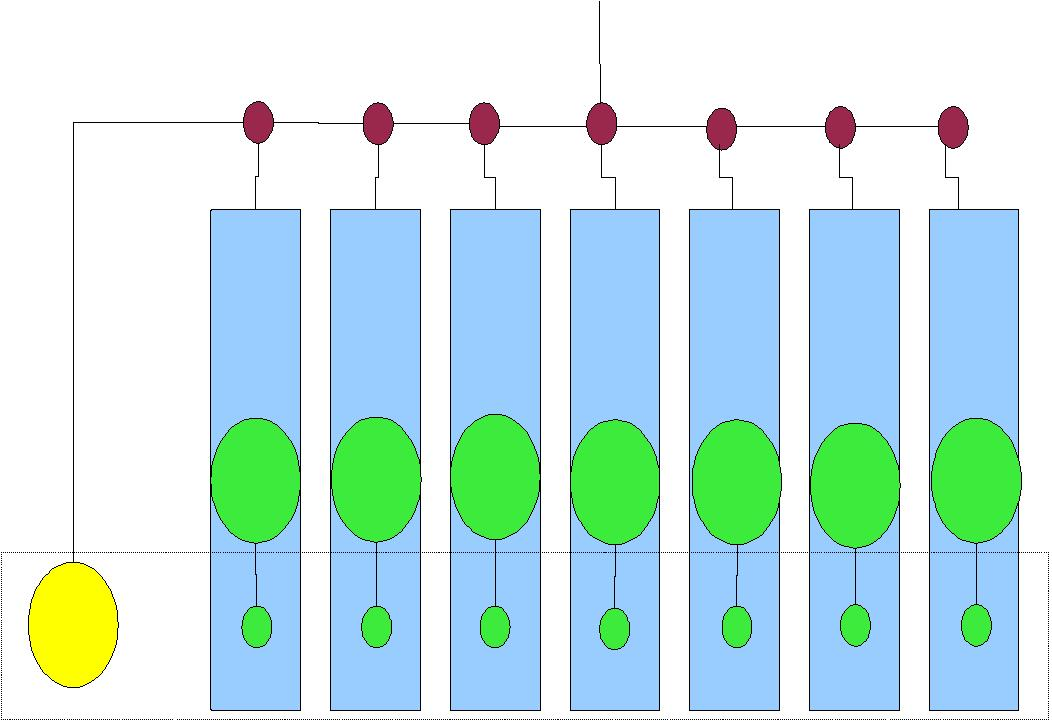
structure de coordination de projet

Le coordonnateur est un gestionnaire du projet : il ne dirige pas tous les acteurs mais il est en relation étroite avec les chefs de projet métier. Les acteurs sont donc déchargés de la tâche de gestion de projet, qui est en plus effectuée de façon plus efficace puisque centralisée. Mais il n'y a toujours pas de direction du projet qui pourrait « concurrencer » les directions métier.

##### Structure de direction de projet

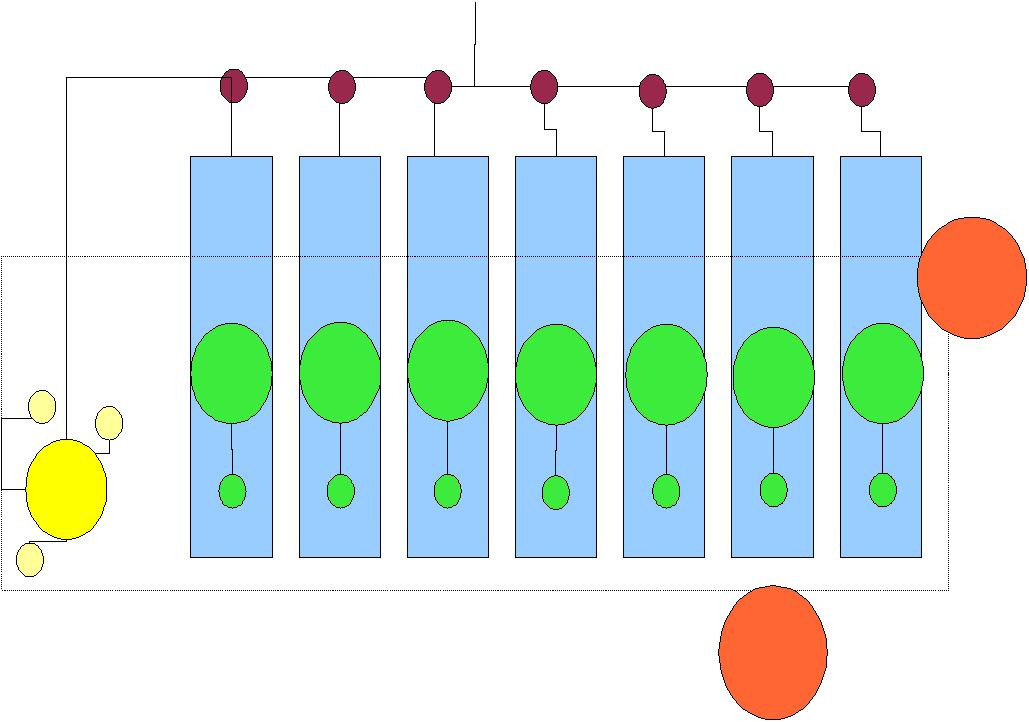
Structure de direction de projet

Le directeur de projet gagne en pouvoir puisqu'il a un poids hiérarchique sur les autres participants au projet. Cela lui permettra d'y apporter encore plus de cohérence en donnant des priorités dans la réalisation des différentes tâches du projet plutôt que des conseils qui pouvaient être plus ou moins suivis. Cependant apparaît le problème du conflit de direction puisque les intervenants métiers ont maintenant deux chefs : un pour leur métier et un pour le projet. Leur comportement risque d'être encore plus imprévisible.

##### Structure de projet sorti

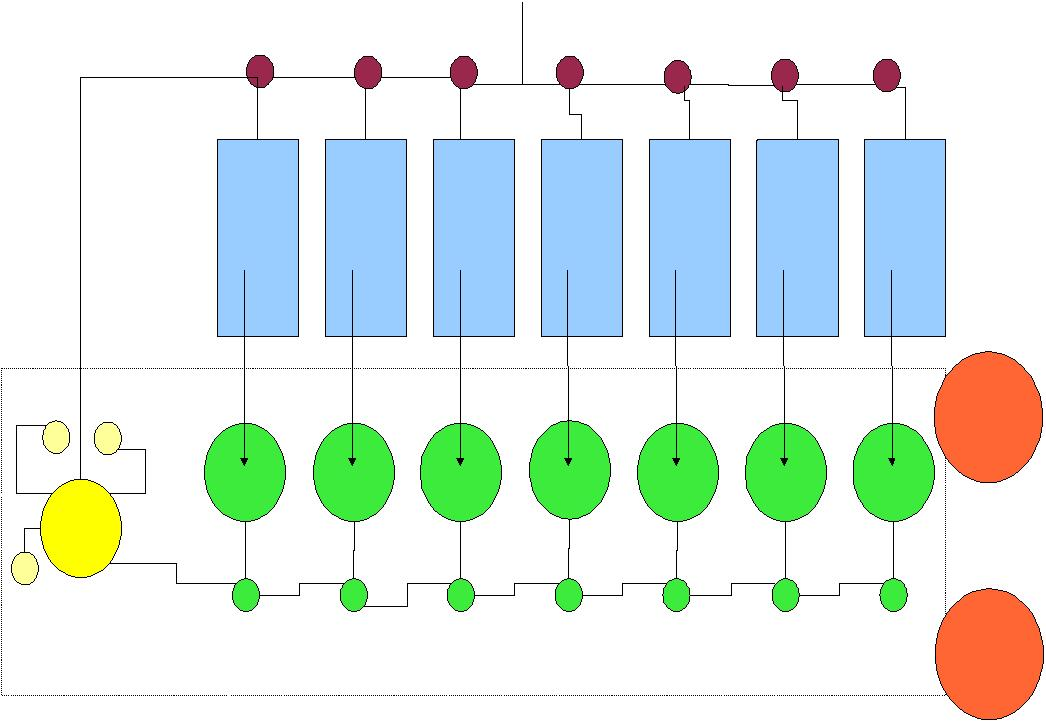
La structure de projet sorti

Tous les acteurs du projet quittent la structure dans laquelle ils étaient (y compris physiquement : le travail sur le projet se fait souvent en plateau (open-space) pour une meilleure circulation de l'information).
La hiérarchie est maintenant claire et l'efficacité grandement améliorée (plusieurs années de développement gagnées pour le développement d'une voiture par exemple).
Le problème se pose cependant de la reconversion des différents acteurs à la fin du projet puisqu'ils auront perdu leur compétence métier en ayant passé plusieurs années sur des actions variées. De plus, si l'entreprise n'a pas de projet à proposer directement à la suite, ces acteurs risquent d'être débauchés par des concurrents qui lancent leur projet.

### Évolution des montages de projets
Les projets peuvent être organisés suivant des schémas complexes (provoquant coûts et délais) du fait qu'ils doivent s'insérer dans l'organisation préexistante de l'entreprise, elle-même complexe. Pour améliorer leur rendement, les ingénieurs en management de  projet au cours des années ont créé des types de montage visant à simplifier ces schémas.
Les projets sont passés d’un schéma traditionnel à celui de l'ingénierie intégrée.
Avant les années 1980, au début de l’apparition des projets, les projets étaient régis par le développement séquentiel traditionnel. Ce type de montage est le plus simple mais le moins efficace. Les tâches passent d’un service à l’autre selon le principe « over the wall ». Un service effectue une action complètement puis la passe au service suivant. Ce mode de tâches successive  n’est pas efficace à cause du temps total du projet qui est la somme du temps de chaque tâche.
Dans les années 1980, les projets dont le développement se fait en ingénierie simultanée et AV font leur apparition. Contrairement au développement séquentiel traditionnel, les tâches sont effectuées le plus possible en même temps. La durée du projet est ainsi très largement réduite. Cependant ce type d’organisation de projet demande une organisation lourde pour gérer tous les services en même temps. Pour éviter ce problème, on fait appel à un coordinateur de projet qui permet de gérer l’ensemble du projet et notamment les relations inter-services. Ainsi, on obtient des projets rapides avec des coûts réduits. 
Dans les années 1990, les projets sont complètement restructurés avec l’apparition de l’ingénierie intégrée. Tout le projet est centré géographiquement sur un plateau où tous les services sont représentés. On obtient ainsi une équipe pluridisciplinaire. L’absence de corps de métier et la centralisation géographique du projet permet d’améliorer nettement la communication au sein du projet. Ainsi, les projets sont encore plus rapides et moins coûteux. Par contre, des problèmes apparaissent à la fin du projet. Que faire des acteurs du projet ? En effet, l’entreprise peut les placer sur un autre projet mais tous les projets ne demandent pas les mêmes ressources humaines. 
Les projets n’ont donc pas d’organisation type même si en général, ils se rapprochent de certains modèles qui ont fait leurs preuves. Chacun des modèles a des avantages et des inconvénients et chaque entreprise souhaitant créer un projet doit examiner avec précision ces ressources et ses exigences pour choisir le type de projet le mieux adapté.